# Romániai magyar orvosi szakirodalom
Az orvosi szakirodalom az egészséges emberi szervezet felépítésével, működésével, a betegségek okaival, kialakulásának módjával, tüneteik leírásával, kórismézésük lehetőségeivel, kezelésükkel, a szervezetnek a kórokozókkal szembeni válaszkészségével és a kóros állapotok megelőzésével foglalkozik. Orvosok, orvostanhallgatók és az orvostudomány területén dolgozó más szakemberek számára készül. Nem határolható el élesen az egészségügyi irodalom tárgykörétől, ill. olyan határtudományoktól, mint a gyógyszerészet, genetika, biokémia, lélektan, antropológia. A többnyire népszerűsítő célú népegészségügyi irodalom egy része szintén ide tartozik. Az orvosi szakirodalom ápolásában nagy szerepet vállalnak az orvosi folyóiratok és a felsőfokú orvosképzés intézményes kereteit biztosító marosvásárhelyi Orvosi és Gyógyszerészeti Intézet.

## Előzmények
Az erdélyi magyar orvosi írásbeliség három évszázadnál is messzebb nyúló gyökerekből sarjadt ki. Lencsés György Ars Medica c. hatrészes, tudományos igényű orvosi munkája 1577 körül keletkezett (kódexirodalom), s 1690-ben jelent meg az első terjedelmesebb magyar nyelvű nyomtatott orvosi könyv, Pápai Páriz Ferenc Pax corporis c. műve, egyre gyarapodó sort nyitva maga után.

## A két világháború közt
A romániai magyar orvosi szakirodalom első szakaszában, a két világháború között, a munkák jelentős része az Értesítő az EME Orvostudományi Szakosztályának munkájáról XLV-LVIII. köteteiben és az EME vándorgyűléseinek, orvoskongresszusainak emlékkönyveiben, valamint a Dolgozatok a Bihar megyei Orvos, Gyógyszerész és Természettudományi Egylet 60 éves fennállásának emlékére (Nagyvárad, 1928) címmel kiadott kötetben jelent meg, más része monográfiák és szakkönyvek formájában. A dolgozatok elsősorban a gyakorló orvosok igényeit igyekeztek kielégíteni.Így például Havas András a tuberkulózis megelőzéséről, Heiner Lajos a gonorrhoea és a szifilisz kezeléséről, Klein Richárd a magas vérnyomás kór- és gyógytanáról, Kenessey Béla a sympatheotomiáról és a cukoroldatok intravénás alkalmazásáról közölt számottevő értekezést. Steiner Jenő szakcikkei a gyermekgyógyászati szakirodalmat gyarapították.
Kizárólag orvosoknak szánt mű Engelberg Oszkár Román-magyar és magyar-román orvosi terminológia és orvosi iratminta-gyűjteménye (Kolozsvár, 1921), valamint Dudutz Zoltán munkája: Románia területén érvényes egészségügyi törvények és szabályrendeletek (Sepsiszentgyörgy, 1922), amelyeknek az volt a rendeltetésük, hogy segítsék a magyar orvosok tájékozódását az új körülmények között. A kimondottan szaktudományos jellegű művek sorát Zsakó István A psychiatria alapvonalai, tiszti és törvényszéki orvosok, orvostanhallgatók és érdeklődők számára (Kolozsvár, 1919) c. munkája nyitja meg. Ugyanilyen céllal állította össze Erdész István a farmakológia rövid kivonatát (Kolozsvár, 1920), ez egy év múlva román nyelven is megjelent. Ezt követi Goldberger Ede könyve a szifiliszről (Kolozsvár, 1922), s ugyancsak hézagpótló Bézy Elemér kétkötetes Sebészeti kompendiuma (Szilágysomlyó, 1924). Juhl Marcell egymás után két röntgenológiai munkával is jelentkezik (Temesvár, 1925, 1926), s ugyancsak röntgendiagnosztikával és terápiával foglalkoztak a Herskovits testvérek (Kolozsvár, 1929, 1937).
Eredeti munka Engelberg József hematológiai munkája, A vérkép értékelése a betegágynál (Temesvár, 1927). Gergely József marosvásárhelyi mikrobiológus tanulmányt írt a nemi betegségekről és a házasság problémáiról (Marosvásárhely, 1934). Ez idő alatt (1922-38) jelentek meg Scheitz Vilmos, Földes Zoltán, Krebs Henrik, Boga Lajos, Ferenczi Sándor, Nagy András egészségtani, anatómia-élettani tankönyvei a magyar anyanyelvű elemi és középiskolás diákok számára.
Határterületi kérdésekkel foglalkozik Kahána Ernő, aki Alfred Adler individuál-pszichológiáját mutatja be (Brassó, 1924), Borsoss Imre, aki az ember ivari életéről, szaporodásáról, fejlődéséről, testi és lelki világáról ír (Kolozsvár, 1928), valamint Küttel Lajos, aki Az átörökléstan és eugénia kérdései (Kolozsvár, 1936) c. munkájában genetikai problémákat taglal. Utóbbinál jelentkeztek a fajelmélet elemei, amiért a kortárs szaksajtó elmarasztalta.

## 1944 után
A II. világháború utáni romániai magyar orvosi szakirodalom súlypontja szükségszerűen a marosvásárhelyi OGYI, a Román Népköztársaság Akadémiája Kutatóállomásának orvosi szakosztálya és a Közegészségügyi Intézet körül alakult ki, nem zárva ki másutt dolgozó nemzetiségi szakemberek hozzájárulását. Ennek az időszaknak a termése az Értesítő az EME orvostudományi szakosztályának munkájáról (LIX-LXIII. kötet), az Orvostudományi Értesítő (LXIV-LXVII. kötet), az OGYI első (1955) és második (1957) tudományos ülésszakának kötetei s a Marosvásárhelyen kiadott három orvosi és gyógyszerészeti szaklap (Orvosi Szemle 2; Tájékoztató; Gyógyszerészeti Értesítő), valamint a Székelyudvarhelyen megjelent Infomed c. folyóirat 1991 után.
Az önálló munkákat, tankönyveket és egyetemi jegyzeteket kivéve a felsorolt többi kiadvány 3318 magyar nyelvű szakdolgozatot közölt. Ezek egy része az orvosi folyóiratokban jelent meg.
Ebben a második szakaszban Móritz Dénes adott közre rövid monográfiát A csecsemő helyes táplálása és gondozása (Marosvásárhely, 1947) címmel, majd Benedek József a laboratóriumi vizsgálat anyagának helyes beküldési módjáról (Székelyudvarhely, 1948), Krepsz Iván és Kozma József a rákellenes küzdelem központosításáról (Kolozsvár, 1948) és Köppich Ferenc az orvostudományi irányzatok születéséről és szerepéről (Kolozsvár, 1948) közölt tanulmányt.

## Szakkönyvek
A szakkönyvek sorát román és orosz nyelvből fordított művek nyitják meg. Sorra kerül Parhon Az öregedés és kezelése, Eskenasy Az anaemiák, Markoszjan Élettan, Ţurai Orvosi és sebészeti sürgősségi esetek, a V. Bologa szerkesztette Adalék az RNK orvostudományának történetéhez, Izsák Sámuel A román-magyar orvosi kapcsolatok múltjából, Pandele-Sârbu-Strejan-Vágó Szülészeti sürgősségi esetek, Zosin-Bulbuca-Gavrilescu A veseműködés kivizsgálása c. műveinek magyar kiadása Borbáth Andor, Dóczy Pál, Birek László, Fugulyán-Mózes Magda, Száva János, Horváth Endre, Fodor Ernő, Derzsi László, Tonk Emil szakszerű fordításában.
Ezekkel párhuzamosan az eredeti munkák megjelenése is megindult. A preklinikai szakok közül a kórbonctan jelentkezik elsőnek. Haranghy László A daganat-keletkezés korszerű elmélete (1952), majd A rák előtti állapotokról (1953) címmel írt. Utódként követte Gyergyay Ferenc A neuro-endokrin rendszer szerepéről a daganatos betegségekben (1957) c. monográfiával, majd munkatársaival, Antalffy Andrással és Fodor Ferenccel együtt Általános kórbonctan (1959) c. egyetemi tankönyvként is használható munkát adott ki. Sokan forgatták Szabó István könyveit: Az életműködések szabályozása az emberi szervezetben (László Józseffel, 1981); Az emberi szervezet alapvető életműködései, a vér és a vérkeringés (Kolozsvár, 1983); Az emberi szervezet anyagcseréje és energetikája (László Józseffel, 1985), valamint Az ember szexuális életműködései (Adorján-Szabó Etelkával, 1987).
A preklinikai és klinikai szakok közti átmenetet jelzi három monográfia. Ezek: Hadnagy Csaba és Szabó István A vérátömlesztés szövődményei (1957), Terhes Gyula magyar nyelven elsőként átfogó képet nyújtó könyve, Az eklamsia kórtana (1958) és Schwartz Árpád számos eredeti megállapítást tartalmazó, Az inzulin (1960) c. kötete a hormon hatásmechanizmusáról.
A klinikai szakok közül legkorábban a fertőzéses folyamatokkal foglalkozó kiadványok jelentek meg: Klein Dezső az odontogén gócfertőzésről (1952), Hermann Jenő, Gyergyay Ferenc, Hirsch Alice és Róna László az idült hepatitisről (1957) írt monográfiát.
Miskolczy Dezső és Csíky Kálmán szerkesztésében a terjedelmes Idegkórtan (1958), majd Csíky Kálmán és Csíky Csaba tollából A lelki jelenségek kórfolyamatai (Kolozsvár, 1982) jelent meg. Általános orvosnak és orvostanhallgatónak egyaránt hasznos Monoki István Belgyógyászati problémák az általános orvosi gyakorlatban c. kétkötetes munkája (Kolozsvár, 1984, 1987).

## Az ultrahangok felhasználásáról
Az ultrahangok felhasználásának kérdése, amely orvosi kérdés is, előtérbe került, Fodor Ferenc és Veress Éva Ultrahangok a biológiában és az orvostudományban (1985) c. könyvében megtalálhatók a nélkülözhetetlen alapismeretek. A tuberkulózis gyógyításában használt antibiotikumokkal és kemoterapeutikumokkal Nasta Marius és Brill Alfréd monográfiája (1953) foglalkozik, a gyógyszerrendelés megkönnyítését szolgálja Farkas Imre János és Ajtay Mihály Formulae Magistralis c. alatt ezer receptmintát és hasznos útmutatásokat tartalmazó munkája (Marosvásárhely, 1978, több kiadásban). A természetes gyógytényezőkről is megjelent két értékes munka: Szabó Árpád, Soós Ilona és Schwartz Árpád a Magyar Autonóm tartománybeli ásványvizek és gázömlések (1957) és a Jakab Kálmán szerkesztésében kiadott Hargita megye természetes gyógytényezői (Csíkszereda, 1974) c. tanulmánykötet.

## Orvostörténeti munkák
Orvosi szakirodalmunkban gazdagon van képviselve az orvostörténet, főleg Spielmann József munkássága eredményeképpen. Első idevonatkozó könyvét (Szemelvények Nyulas Ferenc műveiből, 1955) Soós Pállal, a Lechner Károlyról szóló kötetet (1956) pedig Balázs Sándorral együtt írta. Ezekben és további munkáiban is (A hazai orvostudomány történetéből, 1957; A közjó szolgálatában, 1976; Victor Babeş: Egészségügy és politika, 1977) a romániai orvostudomány értékes hagyományait tárja fel.

## Az orvostudomány határterületeiről
A modern orvostudomány nem képzelhető el a határterületi tudományágak ismerete nélkül. Ez szükségessé teszi, hogy az idetartozó szakkönyvekre is kitérjünk. Szabó Zsigmond A mozgás biológiája (1976) és A sejt élete (Kolozsvár, 1978), Kis Zoltán A magatartás élettani alapjai (1981), Vincze János A biofizika nagy fejezetei (Kolozsvár, 1975), Felszeghy Ödön és Ábrahám Sándor A biokémia alapjai (Kolozsvár, 1976) c. könyveiben számos orvosi vonatkozás található, akárcsak Imreh Sz. István örökléstani munkájában (A kromoszóma, 1986).
Jelentős Spielmann József orvos-szociológiai munkája (Betegség, orvoslás, társadalom, 1984) az egészség és betegség társadalmi meghatározóiról. Figyelmet érdemel Vasas Samu kalotaszegi gyűjtést tartalmazó Népi gyógyászat c. kötete (1985).
Az orvosi szakirodalom körébe sorolható Kapusy Antal Az öregedés tudománya (1974) c. kötete, továbbá Módy Jenő Az egészség és a betegség határán (1981), Komjátszegi Sándor Tudat és valóság (1986), László János és Péter Mihály Kórokozó mikroorganizmusok (Kolozsvár, 1988), Fodor Ferenc és Fugulyán Gergely Az öregedő szem (1989) c. munkája, a határterületi tudományágakból Kabán Ferenc A természet nyomdája (Kolozsvár, 1978) és Csűrös László Betegségterjesztő rovarok (1986) c. könyve.

## Magyar orvosok szakkönyvei román nyelven
Számos magyar orvos könyve román nyelven jelent meg.Így például Mózes Károly Tehnica îngrijirii bolnavului c. négy kiadást megért könyve (1961-78), Farkas Imre János-Farkas Evelyn Vademecum medici generalis (Marosvásárhely, 1987) c. társadalom-orvostani kötete, Fodor Ferenc-Arety Dinulescu Morfopatologia ochiului şi anexelor sale (1980) c. monográfiája. Az 1961-ben, a marosvásárhelyi Orvosi és Gyógyszerészeti Egyetemen végzett Csőgör István monográfiáját 1972-ben adta ki a bukaresti Akadémiai Kiadó, Functia de transport a serumalbuminei címmel. Csőgör István "Functia de transport a serumalbuminei" (Bukarest, 1972) című monográfiája, amit a frankfurti könyvkiállításon történő bemutatása után 1975-ben, bővített formában oroszul is kiadtak.

## Tankönyvek román nyelvből fordítva
Az orvosi szakirodalom sajátos fejezete az orvosi vonatkozású elemi és középiskolai tankönyvek, melyek közé tartoznak a megfelelő román nyelvű tankönyvek fordításai. A Genersich Antal Emlékkönyv közülük mintegy harmincnak az adatait ismerteti (tankönyvirodalom).

## Egyetemi jegyzetek, tankönyvek
A orvosi szakirodalom külön fejezete a magyar orvosképzést szolgáló egyetemi jegyzetek és tankönyvek története. 1945-től a kolozsvári Bolyai Tudományegyetem keretében Marosvásárhelyen működő orvosi karon, majd 1948-tól az önálló OGYI-ban kevés tankönyv vagy jegyzet állt az első években a hallgatók rendelkezésére. Szükségessé vált magyar nyelvű oktató orvosirodalom kiadása. Induláskor az egyetemi jegyzetek – bár "kézirat gyanánt" és csak "belső használatra" felirattal voltak ellátva – nyomtatásban kerültek forgalomba a Romániai Egyetemi és Főiskolai Hallgatók Országos Szövetségének marosvásárhelyi Bolyai Diákközpontja és a Bolyai Tudományegyetem Diákvédő Hivatala, ill. 1948-tól a marosvásárhelyi OGYI Diákvédő Hivatala kiadásában.
Az elsők között jelent meg a Haranghy László előadásai alapján készült Általános kórbonctani jegyzet, majd Putnoky Gyula 1947-48-as tanévi előadásai alapján az Általános és részletes bakteriológia és vírustan, később Parasitológia. Ugyancsak az elsők között látott napvilágot Maros Tibor Tájanatómia c. jegyzete. Ezekkel párhuzamosan került a diákok kezébe a klinikai tárgyak közül Feszt György Orvosi röntgentan, a Lőrincz Ernő András előadásai nyomán összeállított Szülészet – szigorlati kompendium, Győry György Szülészeti műtéttan, valamint Dóczy Pál, Horváth Endre és Hermann Jenő Belgyógyászati diagnosztika (1950) c. könyve. E kiadványok sora a Mátyás Mátyás, Száva János, Pápai Zoltán és Péterffy Pál összeállította Sebészet (1950) c. kötettel zárult.
A nyomtatott jegyzetekkel egy időben kőnyomatos jegyzetek is megjelentek, de 1951-től kezdve már csak kőnyomatosak, melyeket az évek során átdolgozva újra meg újra megjelentettek. Szakmai szempontból ezek semmivel sem maradtak el az országos színvonaltól.
Mind a két világháború közti, mind a II. világháborút követő időszakban a romániai magyar írásbeliségben az orvosi szakirodalom több más tudományág szakirodalmánál jelentősebben van képviselve. Bár magyar nyelvű orvosképzés tovább is folyt, a szakvizsgát, főorvosi vizsgát, minden szintű versenyvizsgát románul követelték meg, s így hovatovább előnyösebbnek tűnt román szakkönyvekből tanulni, ami a magyar orvosi szakirodalom elsorvadását vonta maga után. Pedig elmondható, hogy a magyar szakirodalom a maga rendszeres, tömör módszerével és világos nyelvezetével megfelelt az országos követelményeknek.

## Az orvosképzésről

### Előzmények
Az orvosi ellátást Erdélyben a 18. század végéig kizárólag külföldön képesített "gyógyászok" látták el. Mária Terézia utasítására Kolozsváron 1775-ben hoztak létre egyetemi kollégiumot négy fakultással, ezek között a teológiai, jogi és filozófiai mellett orvosi (sebészeti) fakultással is. Az intézményt a piaristák patronálták. 1784-ben II. József megfosztotta ezt főiskolai rangjától, ekkor az orvosi kart önálló "orvos-sebészeti lyceum"-má alakították át. A mai értelemben vett egyetemi szintű magyar nyelvű orvos- és gyógyszerészképzés Erdélyben, Kolozsváron csak 1872-ben jön létre.

### 1918-1989 közt
A trianoni békeszerződést követően a Ferenc József Tudományegyetem Szegedre költözött át, míg helyében a román állam 1919-20-ban létrehozta a román tannyelvű I. Ferdinánd Egyetemet, ahol a magyar hallgatók is csak román nyelven tanulhattak. A bécsi döntés után a Ferenc József Tudományegyetem visszaköltözött Kolozsvárra, s 1944 őszén sem szakítja meg működését, csupán nevét változtatja meg Kolozsvári Magyar Tudományegyetemre, mígnem 1945 végén királyi dekrétummal létre nem hozzák a Bolyai Tudományegyetemet. Közben a Ferdinánd-egyetem Nagyszebenből való visszatérését is törvény szentesítette. A magyar tannyelvű orvosi karnak átengedett épületek nem tették lehetővé az oktatás folytatását, s így az kénytelen Marosvásárhelyre átköltözni. Az 1945-46-os tanévben már itt indult meg mint a Bolyai Tudományegyetem kihelyezett orvosi kara. A tanszékek, a klinikák egy része, valamint az egyetemi hivatalok a volt hadapródiskola épületeiben helyezkedtek el, míg a klinikák nagy része a város szűkös kórházaiban találtak helyet.
Az 1948-as tanügyi reform az orvosi kart az ország többi orvosi fakultásához hasonlóan önálló főiskolává alakította át. Megindult a gyógyszerészképzés is. 1948 és 1951 között az immár önálló OGYI általános orvosi, gyermekgyógyászati, közegészségügyi, fogorvosi és gyógyszerészeti karral működött. 1951-ben megszűnt a közegészségügyi kar, majd utóbb a fogorvosi kar is az 1960-61-es tanévig. 1986-tól nem tartottak többé felvételi vizsgát a gyógyszerészeti karon, csak a meglevő évfolyamok folytathatták tanulmányaikat. 1990 januárjában újra megindult az első évfolyam, 1991-től az intézmény visszanyerte egyetemi rangját, mai neve: Marosvásárhelyi Orvosi és Gyógyszerészeti Egyetem.
Az oktatás nyelve az indulástól 1962-ig a magyar volt. Ettől kezdve (és jelenleg is) az előadások román és magyar nyelven párhuzamosan folynak, míg a gyakorlati oktatás csak román nyelven történik. Ezen intézkedés óta fokozatosan nőtt mind a román nemzetiségű tanszemélyzet, mind a román hallgatók száma, s csökkent a magyar anyanyelvűeké. Így például a kezdeti közel 100%-hoz viszonyítva az 1992-93-as tanévben a magyar tanszemélyzetnek 30,53, a hallgatóknak pedig 34,09% a részaránya.
Marosvásárhelyen 1947-től 1992-vel bezárólag 7287 orvos, ill. 1949 és 1992 között 1247 gyógyszerész végzett. Előbbiekből 4778, utóbbiakból 820 volt magyar nemzetiségű.
Az OGYI-ban magas színvonalú oktató munka folyt. Az abszolvensektől a jó szakmai felkészültségen kívül megkívánták, hogy munkájukat végezzék feltétlen tisztelettel és lelkiismeretességgel az élet és a beteg iránt. Ezt általában sikerült megvalósítani, amit az is bizonyít, hogy az intézet végzettjeit mindenütt szívesen fogadták. Már az 1950-es évektől posztgraduális orvos- és gyógyszerészképzés is folyt. Az oktató munka minőségének emeléséhez jelentősen hozzájárult az a tény, hogy néhány kivételtől eltekintve minden tudományágnak volt saját magyar és román nyelvű kőnyomatos jegyzete. Bár ezeket több tanszéken nem újították meg, 1947-től napjainkig az OGYI jegyzetkiadó osztálya magyar nyelven összesen 388 címet jelentetett meg a román nyelvűeken kívül.
Az oktatás mellett a lehetőségeknek megfelelő, itthon és külföldön egyaránt elismert kutatómunka is folyt. A tízéves fennállás tiszteletére megrendezett első tudományos ülésszakon bemutatott 206 dolgozat külön kötetben magyar nyelven is megjelent (A Marosvásárhelyi Orvostudományi és Gyógyszerészeti Felsőoktatási Intézet első tudományos ülésszaka. Marosvásárhely, 1955). Ezt követően a két év múlva tartott ülésszakon előadott 230 dolgozatot hasonló kötetben jelentették meg (A Marosvásárhelyi Orvostudományi és Gyógyszerészeti Intézet második tudományos ülésszaka. Marosvásárhely, 1957). Az oktató személyzet számos monográfiát, kézikönyvet írt román és magyar nyelven. Ezek jegyzéke helyet kapott az OGYI fennállásának 50. évfordulójára készülő kötetben. Az intézet 1955-től saját szaklapot adott ki Orvosi Szemle (2), ill. Revista Medicală címmel.
Az évek folyamán állandóan bővültek az intézetben folyó tevékenységet biztosító anyagi feltételek: klinikák, diákotthonok épültek, menza létesült, a könyv- és műszerállomány növekedett.
Különösen az 1950-es és az 1960-as években az intézetben élénk művelődési tevékenységre is sor került. Ebben az oktatók, a diákok és az alkalmazottak egyaránt részt vettek. A hallgatók Aesculap (1969-74), majd Gânduri Studenţeşti (1974-től) címmel háromnyelvű, 1990-től Pulzus néven magyar nyelvű diáklapot adtak ki.
A marosvásárhelyi OGYI, ill. egyetem rektorai a következők voltak: Csőgör Lajos (1945-49), idősb Feszt György (1949-52), Székely Károly (1952), Andrásofszky Tibor (1953-64), Csőgör Lajos (1964-67), Puskás György (1967-76), László János (1976-84), Victor Gh. Emilian Bancu (1984-89) és 1989-től Ion Pascu.

### A magyar nyelvű orvosi sajtó
Az I. világháború után a romániai kisebbségi orvosok új politikai és gazdasági körülmények közé jutottak, de ennek ellenére rövid időn belül megteremtették az anyanyelvű szaksajtót. Létkérdés volt ez számukra, mivel csaknem naponta jelentek meg új gyógyszerek, új laboratóriumi és diagnosztikai eljárások, új műszerek. Fontos lett az önálló kutatómunka eredményeinek, az új megfigyeléseknek a közlése, végül pedig egészségügyi felvilágosító munka is szükségessé vált. E célok leghatékonyabban folyóiratok útján voltak megvalósíthatók. Az anyagiak hiánya és a hatósági engedélyek megszerzése miatt több folyóirat csak rövid ideig volt fenntartható.
Az első romániai magyar orvosi folyóirat Kolozsvárott született 1920-ban Erdélyi Orvosi Lap címmel. Szintén 1920-ban Temesváron indult meg az Orvosok Lapja, mely a két világháború között a leghosszabb életű orvosi folyóirat. 1923-ban Kolozsváron jelent meg a Revista Stomatologică-Stomatológiai Szemle c. román-magyar-német nyelvű folyóirat Orient Gyula szerkesztésében mint a "Fogorvos-doktorok Országos Szövetsége" hivatalos közlönye. Ebben voltak olvashatók Orient Gyula, Kopár Gerő, Höntz Kálmán dolgozatai, s az 1924/1-es számban megtalálható az ország fogorvosainak jegyzéke is (a lap megjelenéséről 1924 után nincs adatunk). Praxis Medici címmel 1924 és 1940 között Temesváron adnak ki egy újabb, a gyakorló orvosoknak szánt folyóiratot, Nagyváradon pedig 1925-ben indult Gyakorló Orvos – Medicul Practicant címmel kétnyelvű szaklap. Legjelentősebb az 1928-ban Kolozsvárt kezdődő Orvosi Szemle – Revista Medicală – Ärztliche Rundschau.
A Clinica et Laboratorium Kolozsvárt eredetileg háromnyelvű lapként indult Fried Andor szerkesztésében (1932-39), majd külön román és magyar változatban (1948-49), utóbbit Bálint Zoltán szerkesztette. A főleg terápiás vonatkozású kísérleti közleményeket tartalmazó havi folyóirat kiadója az Egger et Comp. RT, majd 1936-tól ennek utóda, az Ufarom, 1948-tól a Napochemia, végül 1949-ben a Sintorgan állami Gyógyszervegyészeti gyár.
1934-ben az EME újra kiadja még a 19. században indult, de megjelenésében megszakadt kiadványát (Értesítő az Erdélyi Múzeum-Egyesület orvostudományi szakosztályának munkájáról) a XLV. kötettel, Veress Ferenc és Koleszár László szerkesztésében. Ez tartalmazza a tudományos közleményeken kívül a szakosztály 1923 és 1932 között tartott szaküléseinek jegyzőkönyveit is. A sorozat folytatódik 1940-ig, majd kétévi szünet után, 1942-ben Berde Károly és Krompecher István megszerkeszti az L. kötetet, amely az 1940-41. évi tevékenységet tükrözi. 1943-ban még négy, 1944-ben három szám jelenik meg, a hatalomváltás után 1945-ben Haynal Imre és Sáry Béla szerkesztésében újabb két szám, majd Miskolczy Dezső és Csőgör Lajos szerkesztésében már csak évente egy-egy (1946-48). Ezeket az EME szakosztálya a Bolyai Tudományegyetem orvosi karával közösen adja ki.
Az EME tevékenységének felfüggesztése miatt csak 1991-ben, az EME újraalakulásával folytatódik az értesítő immár Orvostudományi Értesítő címmel.
Nagyváradon 1947-48-ban jelenik meg havonta Medicul Nou címmel kétnyelvű orvosi folyóirat. Magyar alcíme: "A nagyváradi egészségügyi szakszervezet orvosi és orvostársadalmi lapja". Felelős szerkesztők: Victor Nica és Kende József. A szerkesztőbizottság tagja román orvosok mellett többek közt Bálint Sándor, Bogdándy György és Popper Endre Nagyváradról, Csete Emil, Haranghy László és Vendég Vince Marosvásárhelyről, Mártonfi István Szilágysomlyóról.
Az OGYI 1955 májusától Orvosi Szemle, ill. párhuzamosan Revista Medicală c. külön magyar és román nyelvű folyóiratot indított. Ugyancsak Marosvásárhelyen jelent meg Az RNK Orvostudományi Társasága Magyar Autonóm Tartományi Fiókja járványtani, mikrobiológiai, vírustani, parazitológiai és egészségügyi nevelési szakosztályának Tájékoztatója 1956-ban Vajda István szerkesztésében.
1991 májusában az EME Székelyudvarhelyen tájékoztató orvosi lapot indított Infomed címmel. Felelős szerkesztője Lőrinczi Csaba, szerkesztője Vofkori József. Két évfolyama jelent meg: 8-8, időnként összevont számmal. Bár referáló jellegű volt, részben marosvásárhelyi professzorok, részben helyi orvosok írták. Puskás György, az EME orvostudományi szakosztályának akkori elnöke méltatta a lap indításának szándékát, Bérczes Judit pedig a szakosztály rövid történetét foglalta benne össze.

### Egészségvédelmi lapok
Az orvosi szaklapok mellett több egészségvédelmi, népnevelő folyóirat is létezett. Színvonalas és viszonylag hosszú ideig megjelenő egészségvédelmi folyóirat a Magyar Népegészségügyi Szemle (Marosvásárhely, 1933-43) volt, mely különösen nagy figyelmet fordított a falu egészségügyére. A Kolozsvárt hasonló céllal indult Egészség c. folyóirat 1935 októberétől mindössze 1938 áprilisáig jelent meg. Az Alkoholizmus Ellen c. havilap 1922-ben már a XIII. évfolyamába lépve Gyergyószentmiklóson jelent meg Szabó György plébános szerkesztésében. Társa Sándory Mihály, akinek könyvnyomdájában készült ez a háború után még egyetlen évfolyam; Megtartóztatás c. alatt Kolozsvárt jelent meg 1924-25-ben egy folyóirat az Evangéliumi Munkás mellékleteként. Ugyancsak Marosvásárhelyen adták ki a Vegetarianus c. lap két számát Seidner Imre szerkesztésében. Marosvásárhelyen 1925-26-ban indult a rövid életű Tudomány és Haladás, szerkesztője Bürger Dezső és Láni Oszkár, kiadója Révész Ernő. A lap közölt egészségügyi és gyógyászati cikkeket, így Kállai Béla, Kopp Elemér, Mátyás Mátyás tollából. Petrozsényben 1925-26-ban összesen tíz számmal egy Bicsérdyzmus c. lap jelentkezett Evien-Eisler Eugen szerkesztővel az élen, tartalmával és szemléletével sok vitára adva alkalmat.
Megjelentek kimondottan gyógyszerészeti folyóiratok is (gyógyszerészeti szakirodalom).